# Apollon Ladies Football Club
El Apollon Ladies Football Club (anteriormente conocido como Apollon Limassol Femenino) es la sección femenina del Apollon Limassol, un club de fútbol chipriota. Viste de azul y juega en la Primera División Femenina de Chipre, en el Estadio Tsirion de Limassol.
Se fundó en 2007, y ha ganado cinco dobletes seguidos desde 2009. En la Liga de Campeones nunca ha superado los dieciseisavos de final. En la fase previa de 2011 goleó 4-1 al bicampeón Umeå IK en una de las mayores sorpresas de la historia de la competición.

## Títulos
- 15 Ligas: 2009, 2010, 2011, 2012, 2013, 2014, 2015, 2016, 2017, 2019, 2021, 2022, 2023, 2024, 2025
- 5 Copas: 2009, 2010, 2011, 2012, 2013
- 4 Supercopas: 2009, 2010, 2011, 2012